# Monticola rufiventris
El roquero ventrirrufo o roquero de vientre castaño (Monticola rufiventris) es una especie de ave paseriforme de la familia Muscicapidae. Habita en bosques templados de las regiones septentrionales del subcontinente indio y partes del sudeste de Asia.